# Acidose mixte
 (janvier 2017).
Si vous disposez d'ouvrages ou d'articles de référence ou si vous connaissez des sites web de qualité traitant du thème abordé ici, merci de compléter l'article en donnant les références utiles à sa vérifiabilité et en les liant à la section « Notes et références ».
L'acidose mixte est une baisse de pH, ce dernier devenant inférieur à 7,35. Elle est due à une acidose métabolique (par perte de base ou autre) et une acidose respiratoire (excès de CO2).